# Laoküla (Saaremaa)
Laoküla is een plaats in de Estlandse gemeente Saaremaa, provincie Saaremaa. De plaats heeft de status van dorp (Estisch: küla) en telt 41 inwoners (2021).
Tot in december 2014 behoorde Laoküla tot de gemeente Kaarma, tot in oktober 2017 tot de gemeente Lääne-Saare en sindsdien tot de fusiegemeente Saaremaa.

## Geschiedenis
Laoküla werd voor het eerst genoemd in 1738 onder de naam Lao Rein als boerderij op het landgoed van Kaarma-Loona (Duits: Klausholm). In 1798 werd Laoküla genoemd als dorp onder de naam Laokaifer.
In 1977 werd Laoküla bij het buurdorp Kaisvere gevoegd. In 1997 werd het weer een zelfstandig dorp.